# 齐埃萨尔
齐埃萨尔（德語：Ziesar，發音：[tsiˈeːzaʁ] ⓘ）是德国勃兰登堡州波茨坦-米特尔马克县的城市，面积67.95平方千米，2023年12月31日人口为2,493人。